# Mudroňovo
Mudroňovo est un village de Slovaquie situé dans la région de Nitra.

## Histoire
Première mention écrite du village en 1921.

## Démographie

### Évolution de la population
| Année:               | 1994. | 2004.    | 2014.    | 2024.   |
| -------------------- | ----- | -------- | -------- | ------- |
| Nombre de personnes: | 89    | 110      | 130      | 124     |
| Différence:          |       | +23,59 % | +18,18 % | -4,61 % |

| Année:               | 2023. | 2024.   |
| -------------------- | ----- | ------- |
| Nombre de personnes: | 123   | 124     |
| Différence:          |       | +0,81 % |